# ماجد راضي السيد
ماجد راضي مبارك السيد (مواليد 31 يناير 1993) هو لاعب عشاري كويتي. فاز بالميدالية الفضية في بطولة آسيا 2019. وهو حامل الرقم القياسي الوطني الحالي في كل من العشاري والسباعي.

## المسابقات الدولية
| العام       | المسابقة                       | المكان              | المركز      | حدث              | ملاحظة      |
| يمثل الكويت | يمثل الكويت                    | يمثل الكويت         | يمثل الكويت | يمثل الكويت      | يمثل الكويت |
| ----------- | ------------------------------ | ------------------- | ----------- | ---------------- | ----------- |
| 2012        | بطولة آسيا للناشئين            | كولمبو              | الثاني      | العشاري (ناشئين) | 5957 نقطة   |
| 2015        | البطولة العربية                | مدينة عيسى، البحرين | الرابع      | العشاري          | 6511 نقطة   |
| 2017        | البطولة العربية                | رادس                | الأول       | العشاري          | 7118 نقطة   |
| 2017        | البطولة الآسيوية               | بوبنيشر             | الرابع      | العشاري          | 7441 نقطة   |
| 2018        | البطولة الآسيوية الداخلية      | طهران               | الأول       | سباعي            | 5228 نقطة   |
| 2018        | البطولة الغربية الآسيوية       | عمان                | الأول       | العشاري          | 6741 نقطة   |
| 2019        | البطولة العربية                | القاهرة             | الأول       | العشاري          | 7232 نقطة   |
| 2019        | البطولة الآسيوية               | الدوحة              | الثاني      | العشاري          | 7838 نقطة   |
| 2022        | ألعاب دول مجلس التعاون الخليجي | مدينة الكويت        | الثالث      | العشاري          | 6712 نقطة   |
| 2022        | ألعاب التضامن الإسلامي         | قونية               | الثالث      | القفز بالزانة    | 4.80 م      |
| 2024        | البطولة الآسيوية الداخلية      | طهران               | –           | سباعي            | DNF         |

## أفضل الأرقام الشخصية
في الهواء الطلق
- 100 متر – 11.22 (+0.8 (م/ث، الدوحة 2019)
- 400 متر – 48.69 (القاهرة 2019)
- 1500 متر – 4:15.06 (الدوحة 2019)
- 110 متر حواجز – 14.98 (0.0 (م/ث، الدوحة 2017)
- القفز العالي – 1.99 (الدوحة 2019)
- القفز بالزانة – 4.80 (الدوحة 2019)
- القفز الطويل – 7.77 (+0.7 م/ث، بوبانيشوار 2017)
- دفع الجلة – 12.98 (الدوحة 2019)
- رمي القرص – 37.66 (الدوحة 2019)
- رمي الرمح – 56.39 (القاهرة 2019)
- ديكاتلون – 7838 (الدوحة 2019) رقم غير محدد

داخلي
- 60 مترًا – 7.23 (طهران 2018)
- 1000 متر – 2:51.78 (طهران 2018)
- 60 مترًا حواجز - 8.64 (طهران 2018)
- القفز العالي – 1.88 (طهران 2018)
- القفز بالزانة – 4.40 (طهران 2018)
- القفز الطويل – 7.00 (طهران 2018)
- دفع الجلة – 12.08 (طهران 2018)
- سباعي – 5228 (طهران 2018) NR